# Droit de représailles
Pour les articles homonymes, voir Représailles (homonymie).
En Grèce antique, le droit de représailles (syla) permet à quiconque dispose d'un créance non honorée vis-à-vis d'un particulier d'une autre cité de saisir tout ou partie de la cargaison d'un navire abordant dans son port, si ce dernier relève de la même cité que son débiteur. Le créancier doit apporter la preuve écrite, le plus souvent comptable, de cette dette. 
Le droit de représailles justifie que les emporoi et les nauclères évitent certaines cités où ils risqueraient de subir un tel traitement. C'est d'ailleurs pour cette raison que les contrats de prêt à la grosse aventure spécifient généralement l'itinéraire précis du voyage commercial qu'ils financent : les cités où de telles saisies peuvent avoir lieu sont évitées. 
Cette entrave importante au commerce peut être évitée dans la mesure où les deux cités ont conclu un accord d'asylie garantissant réciproquement l'immunité de toutes représailles.